# Montblanc (Francia)
Montblanc è un comune francese di 2 612 abitanti situato nel dipartimento dell'Hérault nella regione dell'Occitania.

## Società

### Evoluzione demografica
Abitanti censiti